# Nicolás Issa Obando
Nicolás Issa Obando (Guayaquil, 2 de novembre de 1946- ibídem, 31 de març de 2016) va ser un empresari i polític equatorià que va ocupar la vicepresidència del Congrés Nacional i del Parlament Andí, a més d'haver estat director nacional del Partido Roldosista Ecuatoriano i de l'Izquierda Democrática.
Va realitzar els seus estudis superiors en la Universitat Catòlica de Santiago de Guayaquil, on va obtenir el títol de llicenciat en ciències socials i va ser president de l'Associació Escola de Dret i de la Federació d'Estudiants.
En l'àmbit polític va ser conseller provincial de Guayas i diputat nacional en el període de 1988 a 1992 per la Izquierda Democrática, partit del que va ser director nacional entre 1989 i 1992. El 1988 va ser triat vicepresident del Congrés Nacional.
Posteriorment es va unir al Partido Roldosista Ecuatoriano i va intentar infructuosament ser elegit diputat en representació de la província de Guayas en les eleccions legislatives del 2002.
Al maig de 2007 va ser nomenat ambaixador de l'Equador a Espanya pel president Rafael Correa, càrrec que va exercir fins al juny de 2009.
A les legislatives de 2013 va intentar infructuosament ser triat assembleista en representació de la província de Santa Elena pel moviment local Front de Lluita Ciutadana, que havia decidit no donar suport als candidats del moviment oficialista Alianza PAIS en aquestes eleccions.
Va morir el 31 de març de 2016 a Guayaquil. El mateix dia es va dur a terme un minut de silenci en el seu honor en l'Assemblea Nacional.